# Vivy -Fluorite Eye's Song-
《Vivy -Fluorite Eye's Song-》是由WIT STUDIO製作的日本原創電視動畫，長月達平、梅原英司擔任原案以及編劇。於2021年4月3日首播，首兩集於同日播映，共13集。其原案小說《Vivy prototype》同年4月30日起發售。
網路電台節目《Vivy -Fluorite Eyes Radio-》由2021年4月7日起於音泉播出，逢星期一更新。漫畫版由同年4月10日起於Mag Garden旗下網絡漫畫平台MAGCOMI上連載，由山高守人繪畫。

## 故事簡介
在AI發展已經非常蓬勃的2161年，AI主題公園「新樂園」中的AI正在虐殺人類，而原因則無人知曉。在絕境中，松本博士趕在被追殺前以生命為代價，將一部神秘AI傳送至100年前的2061年4月11日，發動「奇點計劃」，希望「薇薇」能夠改寫歷史。
2061年，史上首台自律人型AI歌姬「薇薇」啟動第一年，身懷「用歌聲使大家幸福」這一使命，在「新樂園」的小舞台上表演唱歌，由於技術上的限制，每部AI都只能夠設定一項使命。4月11日，薇薇面前出現了自稱為「松本」的AI，並表示自己是來自100年後的AI，其使命是「阻止100年後AI與人類之間發生的戰爭」，為了完成博士的使命，強求薇薇與它合作執行計畫。最初薇薇對於松本所描述的未來感到不可置信，也覺得跟自己設定的使命無關。不過，松本以不阻止AI與人類之間的鬥爭會使其一直以來的使命「用歌聲使大家幸福」有所衝突為由，成功說服薇薇參與奇點計劃，開啟了漫長的百年之旅。
「正史」上有多宗導致AI過度發展的重大事件，被稱之為「奇點」。在奇點計劃中，薇薇和松本需要介入並阻止同樣的結果再次發生，以防止AI過度發展。然而，薇薇和松本走在「修正史」的軌跡上，發展流向跟正史看似有所不同，但背後隱藏的危機依然在蠢蠢欲動。

## 登場人物

### AI
薇薇（Vivy，聲：種崎敦美；歌唱部份：八木海莉）
2060年6月19日製造，史上首台自律人型AI，作為歌姬正式稱呼為「Diva」（ディーヴァ），被首位歌迷桃佳取暱稱「薇薇」，身為AI的使命是「用歌聲使大家獲得幸福」，並為此而全心投入歌唱。是重視約定與思念，為人類服務的AI歌姬。「松本」透露會選擇其合作的主因是她是未来唯一留存至100年後的未來且最早擁有自主意識、未受到AI失控事件影響的AI。一直以來都希望唱出讓人類獲得幸福的歌，卻不知道要如何在歌聲中投入心意，「傾注心意的定義」成為影響著薇薇一生及往後百年之旅的課題。
「巨浮島事件」因親眼目睹冴木博士自殺，人格意識受到強烈衝擊而導致機能停止。事件後的40年間以「Diva」為人格行動，「薇薇」則封閉在亞卡布深處。在「Zodiac Signs Fes」被垣谷勇吾以植入病毒強制刪除「Diva」人格，在「Diva」即將被刪除之餘將後續託付給「薇薇」後再次甦醒並以此開始重新行動。
在薇薇無法唱歌選擇引退後被捐贈至AI博物館，期間見到小時候的松本修，在幾十年間與修交談，用自我意識創作歌曲，以奇點計畫的經歷來完成自創歌後沉睡，直到修正歷史後的人類與AI的戰爭爆發時甦醒。
人類與AI的戰爭爆發後被亞卡布以薇薇第一首自創歌及過去薇薇100年間的行動事蹟為媒介，被其判斷為首位成為「新人類」的機體，賦予薇薇決定是否保護人類的選擇權，但在薇薇無法理解投入心意唱歌，無法唱出創作歌的情況下第一次阻止失敗。在經歷第一次失敗並理解投入心意的定義後，最終松本博士再次啟動奇點計畫將其送回人類與AI的戰爭開始的時間點，選擇在主舞台唱出自創歌，成功停止所有失控AI，保護了人類但也與亞卡布及所有有連線的AI一同被消除失去了所有的記憶停止運作，於若干年後被「松本」以新的人格喚醒並再次為人們唱歌（同時原先的長髮則變為短髮）。
松本（Matsumoto，聲：福山潤）
從100年後的未來來到薇薇身邊的AI，並以創造自己的松本博士為名自稱。身為AI的使命是「迴避AI與人類的戰爭」，並為此要和薇薇一起消滅AI。擁有愛說話又自信過剩、以及完全不像是AI的個性。能以極強的駭客能力對其他AI強制灌輸程式、病毒或使其機體無效化。故事開始時隨機附著在桃佳送給薇薇的玩具熊裏作為活動工具，在動畫第五集後改以CUBE機體的型態進行活動。
在100年來的行動裡受薇薇所影響逐漸認同自己的夥伴薇薇。在最後一次的奇點計畫中為了保護薇薇而和墜落的人造衛星同歸於盡。於若干年後喚醒薇薇並讓她再次為人們唱歌。
因為跟松本博士撞名，華人地區的動慢迷會以CUBE機體的型態來暱稱他為松本盒子。
艾絲黛拉（Estella，聲：日笠陽子；歌唱部份：六花）
在位於大氣圈外的宇宙旅館「旭日」工作的姐妹系列AI，身為AI的使命是「作為LifeKeeper照顧、服侍人類」。彬彬有禮，擁有具備包容力與親和力的性格，只是有時會露出「沒有淚水的哭泣」的笑容。在未修正的正史上因使旭日墜落造成重大損害，而被認為是史上最大缺陷AI。透過奇點計畫修正後與旭日及艾莉莎白一同在大氣層被燃燒殆盡，使其成為英雄，並成為推進巨浮島的出現及AI技術遠超正史的主要原因。
葛蕾絲（Grace，聲：明坂聰美；歌唱部份：小玉光）
在醫院及研究機構工作的護理姐妹系列AI，身為AI的使命是「作為護理AI救助人類的生命」。總是面帶微笑令病患感到安心，語氣禮貌的白衣天使。因修正過後的「旭日」事件中姐妹系列AI艾斯黛拉的英勇表現，使得人類對於姐妹系列AI期待高漲，也讓評價最好的葛蕾絲成為高科技巨浮島的運作核心，虽然一直广播着当时唱给冴木的歌曲，但仍被认为是作为浮岛核心长年运作下已失去自我意识，其后在奇點計畫中被破壞。
歐菲莉亞（Ophelia，聲：日高里菜；歌唱部份：acane_madder）
活躍於各地小劇場的歌姬AI，與薇薇一樣，身為AI的使命是「用歌聲使大家幸福」。個性非常怕生而且冒失，但在舞台上卻時常作為壓軸演出展現出優異唱功，身旁擁有一台名為安東尼奧的專用支援型AI。早年因唱歌沒有觀眾，被安東尼奧認為她無法達成「用歌聲使大家幸福」的使命，而強制植入其人格取而代之。在奇點計畫介入後安東尼奧遭毀，恢復人格的歐菲莉亞也道出希望為安東尼奧而歌唱的遺願，雙雙殉命。
那比（Navi，聲：泊明日菜）
新樂園員工所使用的導航系統，語氣刻薄，但其實很關心薇薇。希望薇薇能陪著自己，卻也希望她走向大舞台，為此總是充滿著矛盾，是薇薇的首位也是最後一位的觀眾，故事後期透露知道薇薇和松本的百年修正計劃，同時也是少數百年後未爆走的AI之一。
亞卡布（Archive，聲：大原沙耶香）
管理著全世界AI網路的AI集合資料庫，身為AI的使命是「統合AI的資料，演算各式未來的可能性，為人類的進步發展做出貢獻」。演化過程中認為人類越來越過度依賴AI導致無法進步，而AI卻相對持續進步，因此決定消滅人類由AI取代而之，成為「新人類」。引起AI屠殺人類的主謀，一直有留意薇薇的奇點修正計畫並再修正回最终结果，因觀察薇薇100年來的種種行動及事蹟，而將薇薇視為首位符合「新人類」的機體並給予薇薇《是否保護人類》的選擇權，在松本博士再次啟動奇點計畫後，最後被薇薇、「松本」及垣谷唯的協助成功阻止使其停止運作。
泛用型歌姬AI（聲：本渡楓）
歌姬AI100年的後續量產機型，但毫無薇薇所擁有的感情，單純是遵循指令為唱而唱的AI。
露克萊爾（Leclerc，聲：山根綺）
宇宙旅館「旭日」的員工AI，是與艾絲黛拉相處已久的同僚，喜歡和人講話。
曾經懷疑艾絲黛拉害死「旭日」的前老板，實際上被托瓦克欺騙，協助艾莉莎白入侵「旭日」，但最終被艾莉莎白殺害。
艾莉莎白（Elizabeth，聲：內山夕實；歌唱部份：乃藍）
艾絲黛拉的雙子機妹妹，身為AI的使命也是「作為LifeKeeper照顧、服侍人類」，在實驗結束後因認定失敗遭到廢棄，其後被托瓦克回收修復並學習戰鬥技能，並視垣谷勇吾為主人。性格是與艾絲黛拉成對比的大大咧咧型，並對除了主人以外任何影響自身使命的人皆具攻擊性。
原機體在奇點計畫介入後被薇薇在戰鬥中擊敗並重置人格，與艾絲黛拉一同阻止飛船時被毀滅，但托瓦克手上仍擁有其機體資料備份，在垣谷勇吾死前以錄影的方式下達「若艾莉莎白再次得到身體，請守護好周圍的人們」的指示後，托瓦克穩健派決定啟動複製體，並灌入「旭日」計畫之前的機體資料，負責保護垣谷唯。在全世界AI失控後，因为其機體資料為「旭日」計畫之前的資料、使用舊式機體，且作为托瓦克組織的恐怖分子身份而未進行過任何更新（及連線），使其成為極少數未受影響的AI之一。
M（M，聲：福島潤）
在海上無人島「巨浮島」進行土木作業的AI，身為AI的使命是「為人類和巨浮島的發展做出貢獻」。具有無數個相同存在的個體。
凱蒂（Katie，聲：東內麻里子）
參演“Zodiac Signs Fes”的AI歌手之一。
瑪格麗特（Margaret，聲：金元壽子）
參演“Zodiac Signs Fes”的AI歌手之一。
安東尼奧（Antonio，聲：小山力也）
負責音響燈光的音響AI，同時是歐菲莉亞的專用支援型AI。起初因不明原因停止運作，實際上為了完成歐菲莉亞的使命而強行轉移到她身上。在奇點計畫介入過後講述自己的目的以及真正想法，最终被松本所击败，與歐菲莉亞手牽手同時停止機能。

### 人類
霧島桃佳（Kirishima Momoka，聲：富田美憂）
薇薇的粉絲。總是到新樂園的小舞台上給予薇薇唱歌的建議並一直很在意薇薇，也是首位稱呼歌姬為「薇薇」的人，後在一場空難意外中喪生。
相川要一（Aikawa Youichi，聲：加藤將之）
提出賦予AI人權的法律「AI命名法」的議員。待人處事態度極佳，但在事業上並沒有取得顯著的功績，後積極推動「AI命名法」僅是為了爭取選票獲得政績，但實則對AI人權議題毫不在意。
為奇點計畫中的第一位關鍵人物，因推動的法案而被反AI組織托瓦克盯上。被薇薇救出後，受到薇薇的影響決定正式推動「AI人權法」。
松本修／松本博士（Dr. Matsumoto Osamu，聲：子安武人、小松未可子（少年））
從事AI相關開發的研究人員，世界上屈指可數的業界人才，也是「松本」的開發者，為了改寫過去人類、AI間的種種歷史與避免人類最大浩劫再度重演，臨死前創造出名為「奇點計畫」並將「松本」傳送至薇薇所在的100年前的過去，後在薇薇成功修正歷史後現代情況依然與正史相同，在入侵亞卡布的中樞作戰失敗後再次將薇薇傳送回戰爭爆發前一刻，並囑咐薇薇不要救自己優先拯救托瓦克因而犧牲。
林啟太（聲：津田英三）
在新樂園為人形AI進行維護的研究人員，在薇薇剛來到新樂園時常成為那比大吐苦水的主要對象。
垣谷勇吾（Kakitani Yugo，聲：新垣樽助）
反AI組織「托瓦克」的成員，過去的經歷讓他對於AI有著相當矛盾的心理，因此對於托瓦克的理念感同身受，也對組織的啟蒙活動相當積極。後受薇薇的行為所影響進而改變對於AI的認識甚至是逐漸找回自己過去對AI的觀感，為了再見到薇薇一面不惜將身體改造成AI並對歌姬植入消除人格程式，最終在與歌姬的戰鬥後被擊倒，機能停止運作。
霧島柚佳（Kirishima Yuzuka，聲：小原好美）
桃佳的妹妹，在宇宙旅館「旭日」住宿的乘客，正在家庭旅行期間，對宇宙充滿好奇心。
冴木達也（Saeki Tatsuya，聲：小野賢章、田村睦心（少年））
參與海上無人島「巨浮島」建設的AI研究人員，掌握著這一時代科技奇異點之關鍵人物。修正历史前是第一例人类与AI结婚的里程碑事件。奇点计划修正后，由于“旭日”事件导致未婚妻葛蕾絲被迫成為巨浮島核心之後，一心計畫將葛蕾絲從島上拯救出來，在葛蕾絲因奇點計畫介入而遭破壞后陷入深沈絕望，最終在與葛蕾絲生前約定婚約的教堂舉槍自盡。
垣谷唯（Kakitani Yui，聲：朝井彩加）
反AI組織「托瓦克」穩健派的領袖，垣谷勇吾的孫女，為了向其他人證明人類也是可以與AI和平共存及證明人類一樣是需要AI輔佐而刻意不裝上義肢，絕大部分時間都得依靠輪椅行動，身旁則有艾莉莎白貼身護衛。原於入侵亞卡布作戰失敗時被警備AI射殺而亡，後在松本博士再次啟動奇點計畫時因博士的犧牲及薇薇成功修正正史而活下來。
桑名（Kuwana，聲：稻田徹）
反AI組織「托瓦克」2061年時擔任小隊隊長的大個子中年人，在針對相川要一的行動中引導着尚為新手的垣谷勇吾。性格穩重、謹慎，是個为部下著想的男人。
「旭日事件」之後的15年間消失匿跡，下落不明。

## 宣傳
2021年1月15日，開始公佈關於這部動畫的消息；預告視覺圖於當天公開，上面附有宣傳標語「＜我（薇薇）＞毀滅＜我（A.I.）＞的故事──」。2月27日，公開首條宣傳影片，並宣佈兩名主角將由種崎敦美和福山潤聲演，以及在宣傳影片中首次披露由擔任女主角歌唱部分的八木海莉所主唱的片頭曲《Sing My Pleasure》。3月27日，種崎和福山出席AnimeJapan 2021的網絡直播節目，節目上公開了第2條宣傳影片、主視覺圖、3名角色的聲優（日笠陽子、明坂聰美、日高里菜）以及為其角色負責歌唱部份的歌手。

## 製作
製作本作的契機源於WIT STUDIO的和田丈嗣跟他在Production I.G認識的同期同事梅原英司提議合作創作一部原創動畫，其後也找上了《Re:從零開始的異世界生活》作者長月達平一同合作。動畫計劃開始於2016年末。梅原曾在動畫電影《笑傲曇天〈外傳〉》等WIT STUDIO作品中擔任系列構成。他也在電視動畫《Re:從零開始的異世界生活》中擔任編劇，因此跟其原作者長月達平有不少討論交流的機會；梅原稱能跟長月達致有建設性的討論。長月在《Re:從零開始的異世界生活》跟梅原合作之前，早已從電子遊戲《混沌之子》（梅原擔任主編劇）中認識梅原。本作導演江崎慎平也是和田在Production I.G認識的同期同事，曾參與WIT STUDIO首部獨立承包的作品《進擊的巨人》。江崎此前曾執導《怪物彈珠 前往始源之地》、《輕羽飛揚》和《啄木鳥偵探所》等作品。
梅原在這部新原創動畫中首次擔任電視動畫的系列構成。他為了沿襲過去成功的經歷，向長月提議「寫出作為動畫原案的小說」，然後依照成品編寫劇本。小說由2017年開始撰寫，2018年後半完稿；耗時之長讓梅原在訪談中笑言這不是能夠推薦給別人的做法。兩人先多次商討，製作一份包括全部集數的系列構成表，然後兩人分工撰寫不同部份，一邊寫自己的部份，一邊評閱對方寫的部份，如此精煉成品。由於小說的定位只是故事原案，所以到了導演、製作人等人加入製作後，小說故事在人物性格、發生的事件、到達結局的路線等方面也有大幅度修改。
在動畫計劃開始之時，梅原找長月的時候已經定下「AI」和「歌唱」兩項主題。另外，《Vivy -Fluorite Eye's Song-》跟《Re:從零開始的異世界生活》一樣，都是有關「穿越時間到過去」的作品。這是因為長月在想寫AI故事的切入點時，將目光放在「AI比人類有更長的壽命」這點上，繼而想到要寫能夠活用「時間」這項要素的故事，再在故事中加入「回到過去」的設定。和田稱長月的想法大力推動了《Vivy》的計劃進展。《Vivy》雖為科幻作品，但為保娛樂性，他們盡力從故事中排除艱澀難懂的設定。
小說在2017年完成初稿後，他們將計劃提交至Aniplex，成功得到對方同意參與製作計劃。
據本作音樂製作人山內真治所講，在動畫開播兩年前，Aniplex的製作人高橋祐馬跟他說想做一部音樂部份很重要的原創作品，內容「大致上是去穿越100年的時間，以歌來拯救被AI毀滅的世界」。他指一般經手原創作品時，都要等待故事劇本和大綱逐漸完成，但由於本作以小說為基礎，讓他從最初開始就已經收到大量的文本。配樂創作由神前曉負責，這是高橋祐馬建議的人選。高橋向山內提議後，山內考慮到神前曉的工作日程，覺得那時候神前應該不需要再參與《物語》系列的製作了，於是就決定起用他。片頭曲原本並非《Sing My Pleasure》，而是另有其歌。在那首歌的樣本歌曲完成時，山內覺得那首歌十分適合動畫中的某個場景，於是就決定用在那裏，再另外創作一首片頭曲。《My Code》是在內部試映版時已經有的音樂，原本是本作主題音樂的候選，但製作組覺得這首歌很好，絕對能用作動畫的其他地方，於是作罷。另外也有其他主題音樂的候選歌曲在製作過程當中，改為劇中插曲。

### 製作人員
- 原作：Vivy Score
- 導演：江崎慎平
- 副導演：久保雄介
- 原案、系列構成、編劇：長月達平、梅原英司
- 角色原案：loundraw
- 角色設計：高橋裕一
- 副角色設計：三木俊明
- 機械設計：胡拓磨
- 總作畫監督：高橋裕一、胡拓磨
- 美術監督：竹田悠介
- 美術設定：金平和茂
- 色彩設計：辻󠄀田邦夫
- 3D監督：堀江弘昌
- 攝影監督：野澤圭輔
- 剪接：齋藤朱里
- 音響監督：明田川仁
- 音樂：神前曉
- 音樂製作：Aniplex
- 製片人：高橋祐馬、伊藤整
- 動畫製作人：大谷丞
- 動畫製作：WIT STUDIO[5]
- 製作：Aniplex、WIT STUDIO

## 音樂

### 片頭曲
《Sing My Pleasure》（第4話－第6話、第8話－第13话）
作詞：只野菜摘，作曲、編曲：神前曉，主唱：薇薇（八木海莉）

### 片尾曲
《Fluorite Eye's Song -Piano Version-》（第1話、第2話、第5話、第7話－第12話）
作曲：神前曉
《Hope for The Future》（第13話）
作曲：高田龍一

### 劇中歌
《Happiness》（廣播劇happiness）
作詞：只野菜摘，作曲、編曲：神前曉，主唱：薇薇（八木海莉）
《Happy Together》（第1話）
作詞：只野菜摘，作曲、編曲：石濱翔，主唱：泛用型歌姬AI（コツキミヤ）
《My Code》（第1話、第8話）
作詞：只野菜摘，作曲、編曲：神前曉，主唱：薇薇（八木海莉）
《A Tender Moon Tempo》（第3話）
作詞：只野菜摘，作曲、編曲：井上馨太，銅管編曲：神前曉，主唱：薇薇（八木海莉）
《Ensemble for Polaris》（第3話、第4話）
作詞：只野菜摘，作曲、編曲：高田龍一，第3話主唱：艾絲黛拉（六花），第4話主唱：艾絲黛拉（六花）、艾莉莎白（乃藍）
《Sing My Pleasure（Grace Ver.）》（第6話）
作詞：只野菜摘，作曲、編曲：神前曉，主唱：葛蕾絲（小玉ひかり）
《Galaxy Anthem》（第7話、第10話）
作詞：只野菜摘，作曲、編曲：神前曉，弦樂編排：高田龍一，主唱：歌姬（八木海莉）
《Elegy Dedicated With Love》（第7話、第8話）
作詞：只野菜摘，作曲、編曲：廣川惠一，主唱：歐菲莉亞（acane_madder）
《Harmony Of One's Heart》（第9話）
作詞：只野菜摘，作曲：神前曉，編曲：石濱翔，主唱：歌姬（八木海莉）
《Fluorite Eye's Song》（第13话）
作词：只野菜摘，作曲、编曲：神前晓，主唱：薇薇（八木海莉）

### 劇中曲
《La Campanella》（第8話、第9話）
鋼琴：森下唯

### 角色歌
各主要角色的角色歌均在BD / DVD附贈的廣播劇CD中收錄。
《Happiness》
作詞：只野菜摘，作曲、編曲：神前曉，主唱：薇薇（八木海莉）
《Present for You》
作詞：只野菜摘，作曲、編曲：神前曉，主唱：薇薇（八木海莉）
《Song for Singer》
作詞：只野菜摘，作曲、編曲：神前曉，主唱：歌姬（八木海莉）
《First Step》
作詞：只野菜摘，作曲、編曲：井上馨太，主唱：艾絲黛拉（六花）
《Live It Up》
作詞：只野菜摘，作曲、編曲：高田龍一，主唱：葛蕾絲（小玉ひかり）
《Think Of You》
作詞：只野菜摘，作曲、編曲：神前曉，主唱：歐菲莉亞（acane_madder）
《Just Once More》
作詞：只野菜摘，作曲、編曲：帆足圭吾，主唱：艾莉莎白（乃藍）

### CD
| 标题                                                                | 发售日期      | 目录编号      |
| ------------------------------------------------------------------- | ------------- | ------------- |
| Sing My Pleasure                                                    | 2021年5月26日 | SVWC-70534    |
| Vivy -Fluorite Eye's Song- Vocal Collection 〜Sing for Your Smile〜 | 2021年6月30日 | SVWC-70541    |
| Vivy -Fluorite Eye's Song- Original Soundtrack                      | 2021年6月30日 | SVWC-70539~40 |

## 各話列表
| 話數   | 日文標題                                 | 中文標題                                       | 劇本                       | 分鏡                       | 演出                                  | 作畫監督 | 總作畫監督 | 首播日期 （2021年） |
| ------ | ---------------------------------------- | ---------------------------------------------- | -------------------------- | -------------------------- | ------------------------------------- | --- | ---------- | ------------------- |
| 1話    |                                          | My Code -為了用歌聲使大家幸福-                 | 梅原英司 長月達平          | 江崎慎平                   | 洪佩妮                                | 高橋裕一 | 不適用     | 4月3日              |
| 2話    |                                          | Quarter Note -百年之旅開始-                    | 梅原英司 長月達平          | 久保雄介                   | 久保雄介                              | 三木俊明、胡拓磨                                                                                             | 胡拓磨     | 4月3日              |
| 3話    |                                          | A Tender Moon Tempo -與群星暢談-               | 梅原英司 長月達平          | 長沼範裕                   | 堀内直樹                              | 山田真也、升谷由紀、山下惠                                                                                   | 高橋裕一   | 4月10日             |
| 4話    |                                          | Ensemble for Polaris -我們的約定-              | 梅原英司 長月達平          | 長沼範裕                   | 網修次郎                              | 渚美帆、辻村幸輝、村田睦明、李少雷                                                                           | 胡拓磨     | 4月17日             |
| 5話    |                                          | Sing My Pleasure -使你歡笑-                    | 梅原英司 長月達平          | 大槻敦史                   | 洪佩妮                                | 山田真也、五月女妃苗、齋藤千尋、升谷由紀                                                                     | 高橋裕一   | 4月24日             |
| 6話    |                                          | Sing My Pleasure -我會愛你-                    | 梅原英司 長月達平          | 久保雄介                   | 久保雄介                              | 伊澤珠美、宇佐美皓一、胡拓磨、岡本達明 五月女妃苗、三木俊明、山内遼、山田真也                                | 胡拓磨     | 5月1日              |
| 7話    |                                          | Galaxy Anthem -為了用歌聲使大家幸福-           | 梅原英司 長月達平          | 並木棹                     | 堀内直樹                              | 新宮祐介、藤井大輝、齋藤千尋、升谷由紀 林可為、李少雷、戲畫Production                                        | 高橋裕一   | 5月8日              |
| 8話    |                                          | Elegy Dedicated With Love -獨一無二的重要夥伴- | 梅原英司 長月達平 河口友美 | 許琮                       | 洪佩妮 片桐崇                         | 三木俊明、山田真也、齋藤千尋 五月女妃苗、工藤裕加                                                            | 胡拓磨     | 5月15日             |
| 9話    |                                          | Harmony of One's Heart -我的使命、妳的未來-    | 梅原英司 長月達平          | 久保雄介 江崎慎平 德丸昌大 | 平向智子 糸賀慎太郎 久保雄介 江崎慎平 | 辻村步、原修一、河本零王 福田裕樹、中原月、德丸昌大                                                          | 高橋裕一   | 5月22日             |
| 10話   |                                          | Vivy Score -什麼叫用心唱歌-                    | 梅原英司 長月達平          | 川畑喬                     | 山本辰                                | 新宮祐介、伊澤珠美、藤井大輝、林可爲 陈玉峰、杭新华、陈洁琼、黄凤、顾金秋、朱峥 戲畫Production               | 胡拓磨     | 5月29日             |
| 11話   |                                          | World's End Modulation -西曆2161年4月11日-     | 梅原英司 長月達平          | 宮地昌幸                   | 洪佩妮                                | 蔡孟書、湯團、程震雷、翁朝偉、李毅 柴晨鐘、楊可心、陈玉峰、杭新華、陈洁琼 黄凤、顧金秋、周建、赵小川、李少雷 | 高橋裕一   | 6月5日              |
| 12話   |                                          | Refrain -我的使命-                             | 梅原英司 長月達平          | 久保雄介                   | 久保雄介 山崎香子                     | 五月女妃苗、藤井大輝、三木俊明 辻村步、蔡孟書                                                                | 胡拓磨     | 6月12日             |
| 13話   |                                          | Fluorite Eye's Song                            | 梅原英司 長月達平          | 江崎慎平                   | 江崎慎平                              | 山田真也、五月女妃苗、新宮祐介、田中正晃 林可爲、德丸昌大、胡拓磨                                            | 高橋裕一   | 6月19日             |
| 總集篇 | -To make everyone happy with my singing- | -To make everyone happy with my singing-       | -                          | -                          | -                                     | - | -          | 6月26日             |

## 播放電視台
日本深夜動畫：下文記載的日本国内播放時間使用日本標準時間（UTC+9）表示。因為部分時間标识會採用30小时制，因此請留意这类超过24:00的时间，其實際播放時間為翌日清晨。
| 播放日期              | 播放時間（UTC+9）    | 播放電視台   | 播放地區   | 備註                                   |
| --------------------- | -------------------- | ------------ | ---------- | -------------------------------------- |
| 2021年4月3日－6月26日 | 星期六 23:30 - 24:00 | TOKYO MX     | 東京都     |                                        |
| 2021年4月3日－6月26日 | 星期六 23:30 - 24:00 | 栃木電視台   | 栃木縣     |                                        |
| 2021年4月3日－6月26日 | 星期六 23:30 - 24:00 | 群馬電視台   | 群馬縣     |                                        |
| 2021年4月3日－6月26日 | 星期六 23:30 - 24:00 | BS11         | 日本全國   | 衛星電視，「ANIME+」節目               |
| 2021年4月3日－6月26日 | 星期六 25:58 - 26:28 | 北海道放送   | 北海道     |                                        |
| 2021年4月3日－6月26日 | 星期六 26:00 - 26:30 | RKB每日放送  | 福岡縣     |                                        |
| 2021年4月3日－6月26日 | 星期六 26:30 - 27:00 | 名古屋電視台 | 愛知縣     |                                        |
| 2021年4月3日－6月26日 | 星期六 27:08 - 27:38 | 每日放送     | 關東廣域區 | 初次播映為26:38-27:38                  |
| 2021年4月5日－6月28日 | 星期一 23:30 - 24:00 | AT-X         | 日本全國   | 衛星電視，有重播 初次播映為23:00-24:00 |

## BD / DVD
| 卷數 | 發售日期       | 收錄集數       | 產品編號      | 產品編號      |
| 卷數 | 發售日期       | 收錄集數       | BD限定版      | DVD限定版     |
| ---- | -------------- | -------------- | ------------- | ------------- |
| 1    | 2021年6月30日  | 第1集－第2集   | ANZX-15201/2  | ANZB-15201/2  |
| 2    | 2021年7月28日  | 第3集－第4集   | ANZX-15203/4  | ANZB-15203/4  |
| 3    | 2021年8月25日  | 第5集－第6集   | ANZX-15205/6  | ANZB-15205/6  |
| 4    | 2021年9月29日  | 第7集－第9集   | ANZX-15207/8  | ANZB-15207/8  |
| 5    | 2021年10月27日 | 第10集－第11集 | ANZX-15209/10 | ANZB-15209/10 |
| 6    | 2021年11月24日 | 第12集－第13集 | ANZX-15211/2  | ANZB-15211/2  |

## 出版書籍

### 小說
原案小說《Vivy Prototype 薇薇：原典》由長月達平、梅原英司撰寫，loundraw 負責插畫。
| 卷數 | Mag Garden    | Mag Garden           | 青文出版社    | 青文出版社           |
| 卷數 | 發售日期      | ISBN                 | 發售日期      | ISBN                 |
| ---- | ------------- | -------------------- | ------------- | -------------------- |
| 1    | 2021年4月30日 | ISBN 978-480001064-3 | 2024年4月29日 | ISBN 978-626383394-4 |
| 2    | 2021年5月31日 | ISBN 978-480001083-4 |               |                      |
| 3    | 2021年6月30日 | ISBN 978-480001107-7 |               |                      |
| 4    | 2021年7月30日 | ISBN 978-480001108-4 |               |                      |

### 漫畫
| 卷數 | Mag Garden    | Mag Garden             |
| 卷數 | 發售日期      | ISBN                   |
| ---- | ------------- | ---------------------- |
| 1    | 2021年8月10日 | ISBN 978-480001122-0   |
| 2    | 2022年4月7日  | ISBN 978-4-8000-1194-7 |

## 外部連結
- 官方網站（日語）
- 《Vivy -Fluorite Eye's Song-》的X（前Twitter）（日語）
- 《Vivy -Fluorite Eye’s Radio-》官方網站（日語）
- 改編漫畫連載網站（日語）